# Semilla negra
«Semilla Negra» es una canción del grupo de pop-rock español Radio Futura, incluido en su segundo álbum de estudio La ley del desierto / La ley del mar.

## Descripción
Se trata del segundo sencillo lanzado del álbum. Se ha llegado a considerar que el tema es la primera incursión de la banda en los ritmos latino (Son cubano) y africano, que más tarde explorarían en mayor profundidad, aunque sin abandonar la esencia de rock. Se trata pues de uno de los primeros ejemplos de lo que se dio en llamar Rock latino.
Del tema se publicó también una versión maxisencillo, que prolongaba la duración de la canción hasta los 6:53 minutos, y el tema en instrumental en la cara B. En esta versión, radio Futura se hizo acompañar por la guitarra de Raimundo Amador, profundizando así el sabor flamenco del tema.
Según declaraciones de Santiago Auserón, inicialmente se pensó que el tema pasara a formar parte del repertorio de Miguel Bosé, al que sin embargo no gustó, por lo que se incorporó al bagaje de Radio Futura.
Volvió a editarse como sencillo en 1989, en la versión en directo incluida en el álbum Escueladecalor. El directo de Radio Futura.
El tema fue regrabado por el grupo, acentuando la influencia funky para el álbum Tierra para bailar (1992). La versión de ese álbum, se editó de nuevo como sencillo, llegando a alcanzar el número 2 en las listas de los más vendidos según la información de AFYVE.
El tema ha sido clasificado por la revista Rolling Stone en el número 89 de las 200 mejores canciones del pop-rock español, según el ranking publicado en 2010.

## Versiones
La canción fue versionada por Marlango para el álbum homenaje a Radio Futura Arde la calle, publicado en 2004. También ha sido interpretada por Sole Giménez, en este caso, con ritmos de Latin Jazz. Existe una versión del grupo peruano La Liga del Sueño publicada en su álbum  de 1998 Mundo Cachina.